# Hula-hoop

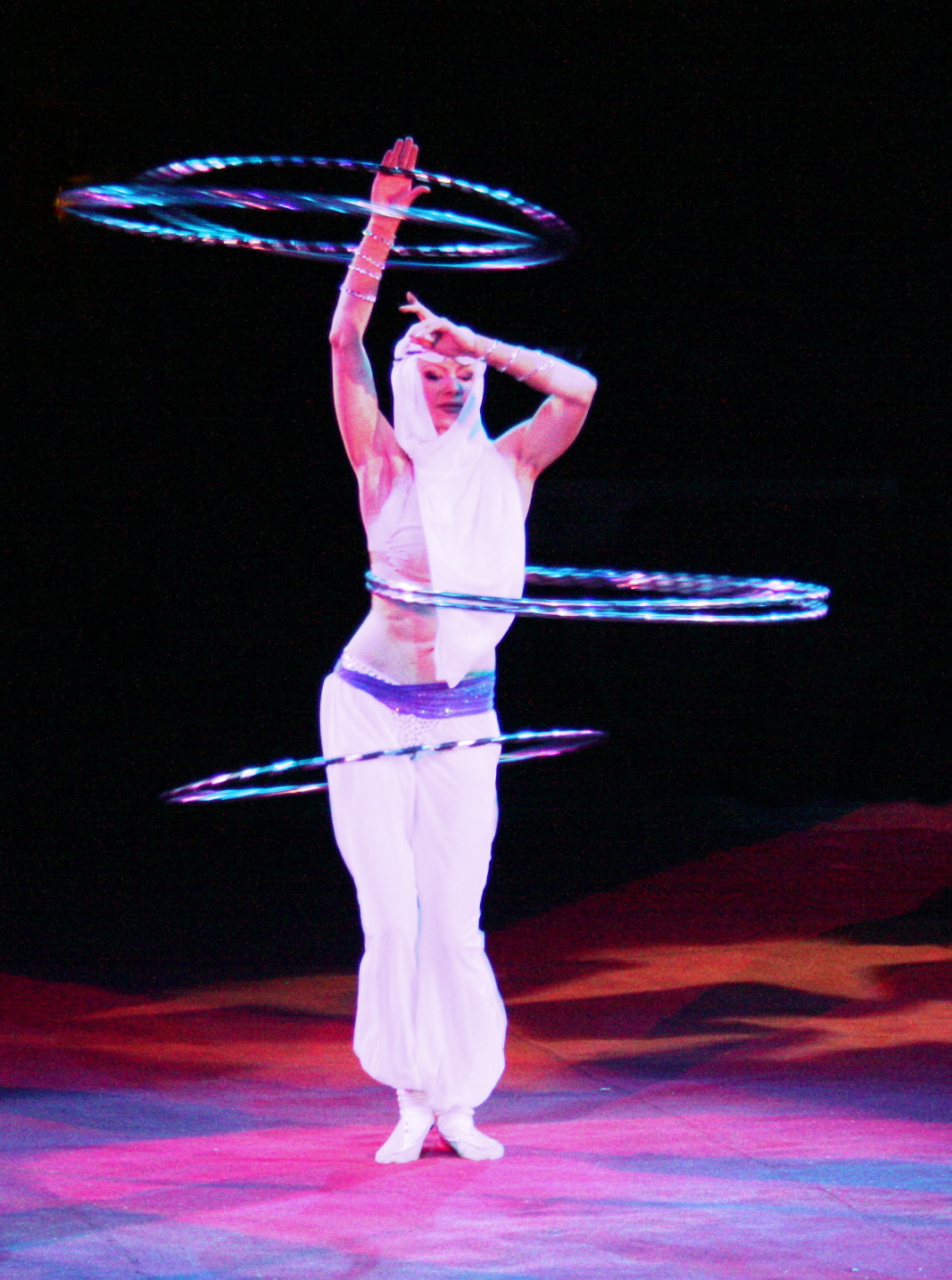

Hula-hoop (czasem spotykana nieco spolszczona nazwa: hula-hop) – nazwa ćwiczenia gimnastycznego i zarazem zabawy zręcznościowej polegającej na utrzymywaniu w nieustannym ruchu obręczy, czyli lekkiego pierścienia (z tworzywa sztucznego, ewentualnie z drutu lub innego materiału, np. wikliny). Pierścień taki, o średnicy kilkudziesięciu centymetrów do ponad jednego metra, okręca się po obwodzie bioder lub innych części ciała – szyi, klatki piersiowej lub kończyn – utrzymując kontakt obręczy z ciałem w coraz to innym miejscu. Zadaniem ćwiczącego jest taka synchronizacja ruchów ciała z bezwładnością obręczy, aby dostarczać jej energii kinetycznej w taki sposób, by nieustannie się obracała. Osoby, które nabiorą wprawy w tym ćwiczeniu, zdolne są tak manewrować ruchami ciała, by obracające się hula-hoop przemieszczało się wzdłuż ciała: kręcąc na przykład obręczą najpierw wokół szyi, przemieszczać ją w dół, na pas barkowy, klatkę piersiową, linię pasa/talii, biodra, uda i kolana – i z powrotem. Inne warianty tej zabawy polegają na utrzymywaniu w ruchu więcej niż jednej obręczy, nawet kilkunastu i więcej, w tym niektóre z nich mogą się obracać wokół tułowia, a inne wokół poszczególnych kończyn. Takie umiejętności są niekiedy demonstrowane przez artystów cyrkowych i wymagają uprzedniego długotrwałego treningu.
Zabawa ta, choć znana już od bardzo dawna, została ponownie wylansowana, najpierw w USA, potem w Europie, w drugiej połowie lat 50. XX wieku przez firmę Wham-O. Około roku 1957 pojawiły się w sprzedaży hula-hoop wykonane w różnych kolorach z plastikowych rurek. Jakość tworzywa, używanego do ich produkcji, nie miała praktycznie żadnego istotnego znaczenia, dlatego amerykańska firma chemiczna Phillips Petroleum Company, której magazyny wypełnione były wówczas pozagatunkowym polietylenem nienadającym się do innych zastosowań, zdolna była sprzedać także i te swoje produkty, co uchroniło ją od grożącej jej wówczas zapaści finansowej.
Notowane są nieoficjalne rekordy związane z hula-hoop, m.in. kręcenie obręczą na czas (pierwszy zanotowany rekord wynosił niespełna 11 godzin i ustanowiony został w 1976 przez ośmioletnią dziewczynkę; ostatni zweryfikowany pochodzi z 1984 roku i wynosi 72 godziny; niezweryfikowany – z 1987 – wynosi 90 godzin). Rekord największej liczby jednocześnie obracanych obręczy hula-hoop wynosi (2009 r. Paul „Dizzy Hips” Blair z USA) 132, obręcz o największej średnicy, wynoszącej niespełna 16 metrów, udało się wprawić w ruch w 2007, a w najszybsze obroty udało się wprawić hula-hoop w roku 2006 (162 obr./min). Notowane są także czasy biegu na różne dystanse z jednoczesnym obracaniem obręczy (np. dystans 100 m – czas 13,84 s, dystans jednej mili – 7 min 47 s, 10 km mężczyzn – 1 h 6 min 35 s itp.), a także inne podobne rekordy.
Hula-hoop urozmaica również pokazy tańca z ogniem, łącząc umiejętności tancerki z żywiołem. Na obręczy instalowane są małe pochodnie z niepalnego materiału (kevlaru), które nasączone paliwem – podpala się. Wymagane jest, aby obręcz była zbudowana z bardziej wytrzymałego materiału niż zazwyczaj, np. z aluminium.
Entuzjaści hula-hoop, od 2007 roku świętują World Hoop Day. Data obchodów wypada, gdy numer dnia, miesiąca i roku oznaczone są tą samą cyfrą, np. w roku 2009 było to 9 września.